# Matheus Nunes
Matheus Luiz Nunes, född 27 augusti 1998 i Rio de Janeiro, Brasilien, är en portugisisk fotbollsspelare som spelar för Manchester City i Premier League.

## Klubbkarriär
Nunes skrev på för Estoril sommaren 2018. Han debuterade i LigaPro den 14 oktober i en 2–2-match mot Varzim, där han startade men tvingades lämna planen skadad strax före slutet av första halvlek. Under större delen av sin tid i klubben var han knuten till reservlaget.
Den 29 januari 2019 gick Nunes till Sporting Lissabon i Primeira Liga på ett fem och ett halvt års kontrakt för en avgift på €500 000 för hälften av hans ekonomiska rättigheter, samt en utköpsklausul på €45 miljoner.
Den 17 augusti 2022 skrev Nunes på ett femårskontrakt med den engelska Premier League-klubben Wolverhampton Wanderers för en klubbrekordövergång värd €45 miljoner (£38 miljoner), vilket överträffade den tidigare rekordvärvningen av landsmannen Fábio Silva.
Den 30 augusti 2023 rapporterades det att ett bud på £53 miljoner från Manchester City, utan några tillägg, hade accepterats. Övergången bekräftades den 1 september 2023. Den portugisiske landslagsspelaren skrev på ett femårskontrakt med de regerande europeiska och engelska mästarna.

## Internationell karriär
Den 8 augusti 2021, efter att ha bott i landet i tio år, fick Nunes sitt portugisiska pass. Senare samma månad, på sin 23-årsdag, blev han kallad av Brasiliens landslagstränare Tite som en av nio ersättare för spelare baserade i Storbritannien, för tre kvalmatcher till VM 2022 mot Chile, Argentina och Peru; Han tackade nej till kallelsen eftersom han skulle behöva sitta i karantän vid återkomsten då han inte hade fullständig COVID-19-vaccination. Till slut beslutade Nunes att inte representera sitt födelseland efter att han blivit kontaktad av Portugals landslagstränare Fernando Santos, som övertalade honom att representera Portugals landslag.
Nunes blev kallad av Santos den 30 september 2021 för VM-kvalmatcher mot Luxemburg och en vänskapsmatch mot Qatar. Han gjorde sin debut den 9 oktober när han startade i en 3–0-vinst i vänskapsmatchen mot Qatar i Algarve. Han gjorde sitt första landslagsmål den 22 mars i en 3–1-hemmaseger mot Turkiet i semifinalen av kvalspelets playoff.
I oktober blev han uttagen i Portugals preliminära 55-mannatrupp för VM 2022 i Qatar, och blev sedan uttagen i den slutliga 26-mannatruppen för turneringen.
Den 3 juni 2024 blev han uttagen i truppen för UEFA Euro 2024 som ersättare för den skadade Otávio.